# جوان دونوغو
جوان دونوغو (من مواليد 12 ديسمبر 1956) محامية أمريكية وباحثة في القانون الدولي ومسؤولة سابقة في وزارة الخارجية الأمريكية، تشغلت منذ 8 فبراير 2021 وحتى 6 فبراير 2024 منصب رئيسة محكمة العدل الدولية.

## سيرتها
وُلدت جوان دونوغو بتاريخ 12 ديسمبر 1956 في مدينة يونكيرس في ولاية نيويورك الأمريكية، تخرجت من جامعة كاليفورنيا في بركلي عام 1978 في مجال الدراسات الروسية وعلم الأحياء، وحصلت بعد ذلك على شهادة الدكتوراه في القانون عام 1981 من ذات الجامعة.
عملت كمستشارة قانونية للولايات المتحدة الأمريكية في قضية نيكاراغوا ضد الولايات المتحدة، وعملت منذ عام 2007 وحتى عام 2010 نائبة للمستشار القانوني لوزارة الخارجية الأمريكية، كما شغلت منصب نائب مستشار عام وزارة الخزانة الأمريكية، وشغلت أيضًا منصب مُستشارة لكلٍ من وزيرة الخارجية الأمريكية هيلاري كلينتون والرئيس الأمريكي باراك أوباما.

### محكمة العدل الدولية
انتخبت جوان دونوغو عضوًا في محكمة العدل الدولية لأول مرة وذلك عام 2010، وأعيد انتخابها عام 2014 لذات العضوية، وفي 8 فبراير 2021 انتخبها قضاة المحكمة لتكون رئيسة للمحكمة خلفًا لعبد القوي يوسف.